# 博代博
57°51′N 114°12′E / 57.850°N 114.200°E
博代博（俄语：Бодайбо́）是俄羅斯伊爾庫茨克州東部的一個城市，位於維季姆河與博代博河匯合之處，距州府伊爾庫茨克東北1,095公里。2002年人口16,504人。
1864年建立，1925年建市。